# Joyride (album av Oleander)
Joyride släpptes 2003 och är det fjärde albumet på ett större skivbolag av postgrungegrunge Oleander. Det släpptes på skivbolaget Sanctuary.

## Låtlista
(Alla sånger skrivna av Thomas Flowers, Doug Eldridge och Ric Ivanisevich)
1. "Hands off the Wheel" – 3:52
2. "Don't Break My Fall" – 3:15
3. "Fountain & Vine" – 4:12
4. "30 60 90" – 3:56
5. "Rainy Day" – 3:55
6. "Off & On" – 3:40
7. "Joyride" – 3:51
8. "Better Luck Next Time" – 3:21
9. "King of Good Intentions" – 3:58
10. "Leave It All Behind" – 3:31
11. "Runaway Train" – 4:27

## Medverkande
- Thomas Flowers - sång, gitarr
- Doug Eldridge - basgitarr
- Ric Ivanisevich - gitarr
- Scott Devours - trummor